# Oxxo
Cadena Comercial OXXO, S.A. de C.V., referida simplement com a Oxxo, és una cadena multinacional de botigues de conveniència mexicana, propietat de FEMSA, fundada a Guadalupe, Nuevo León, Mèxic el 1978, subsidiària de FEMSA Comerç, S.A. de C.V., i amb la seva seu a Monterrey, Nuevo León, que actualment compta amb al voltant de vint-i-quatre mil ubicacions tant a Mèxic com altres països de Llatinoamèrica, i també té presència als Estats Units. Aquesta mateixa és la Divisió Proximitat, una de les tres divisions en què es divideix FEMSA Comerç, sent aquesta la més gran, representant el 58% dels seus ingressos.

## Història
La cadena es va fundar al municipi de Guadalupe, Nuevo León, Mèxic l'1 de maig de 1978, d'acord amb un pla de la Cerveseria Cuauhtémoc Moctezuma per promoure les seves marques, per la qual cosa al principi les seves botigues només venien cervesa, botanes i cigars. El nom d'OXXO ve del seu primer logotip (un carro de supermercat), que era com s'anunciava i, gràcies a la gent, va néixer el nom d'OXXO.
En ser unitat de negoci de FEMSA, comercialitza exclusivament marques de cervesa de la Cerveseria Cuauhtémoc Moctezuma. A l'inici, distribuïa exclusivament productes de The Coca-Cola Company i marques de Sucs de la Vall (embotellats per Coca-Cola FEMSA). No obstant això, a partir del 2010, també va començar a comercialitzar refrescos de PepsiCo i d'altres marques que no són propietat de FEMSA, com Pepsi i Big Cola.
El 1978, van obrir les primeres botigues al municipi de Guadalupe, Nuevo León ia la ciutat de Monterrey, Nuevo León, iniciant operacions l'any següent a Chihuahua, Chihuahua, Hermosillo, Sonora i Mexicali, Baixa Califòrnia. El 1982, es crea el concepte del líder de botiga, un comissionista mercantil que treballava en companyia de la seva família atenent tots un mateix Oxxo. Fins a 1994, Oxxo era una àrea de la Cerveseria Cuauhtémoc Moctezuma. Tot i això, en aquest mateix any, es converteix en una empresa independent dins del grup d'empreses de FEMSA.
El 2014, entra al mercat de supermercats amb Oxxo Super,amb nous departaments com fleca, fruiteria i carnisseria. Actualment segueix sent un projecte pilot i, al tancament del 2022, l'empresa no ha patrocinat informació sobre el seu destí futur.
És la tercera cadena amb més vendes a Mèxic, després de Soriana. A Llatinoamèrica, Oxxo és la setena cadena comercial més gran per vendes.
El 6 de juny del 2016, FEMSA va adquirir la cadena xilena de botigues de conveniència Big John.
La seva competència directa són els 7-Eleven i Circle K a Mèxic, OK Market a Xile, Tambo+ al Perú i Tiendas D1 a Colòmbia.
Un dels seus serveis més requerits són els dipòsits i retirs de targetes bancàries. Funciona com un corresponsal bancari i cobra una comissió per aquest servei, que facilita l'accés a milions de persones que no tenen un banc a prop.

## Expansió

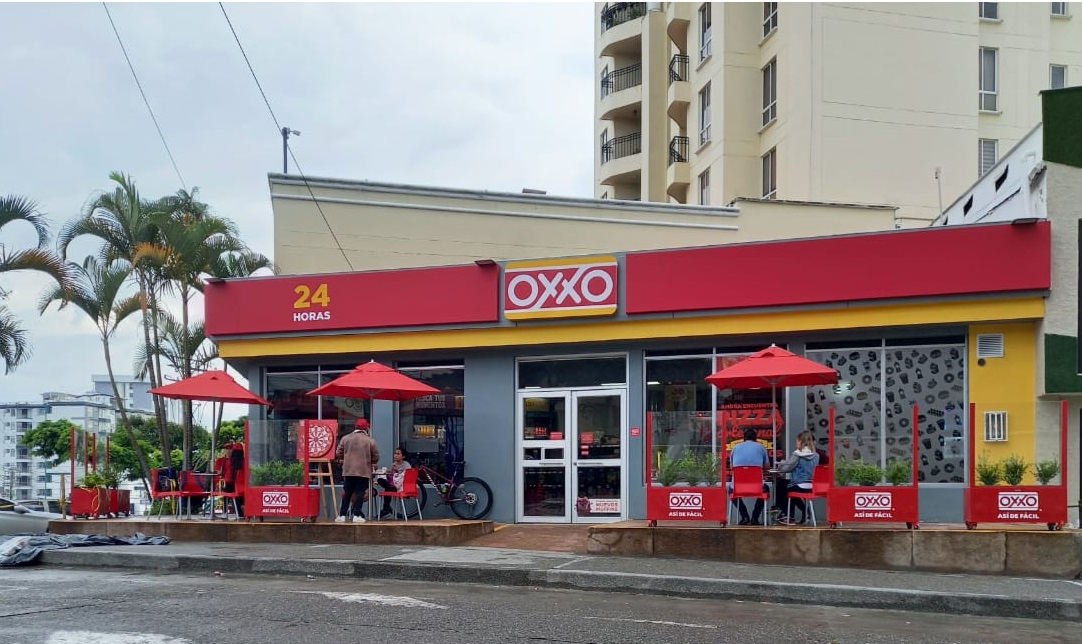
Una de les botigues Oxxo a la ciutat d'Armènia, Colòmbia.

Oxxo ha disminuït a un 10% del mercat de botigues de conveniència; un percentatge superior a 10% de 7-Eleven, operada per Grupo Chapa, a 8% de les actualment desaparegudes Tiendas Extra de Grup Model, a 5% de Circle K i al 4% de Súper City, la marca de l'Organització Soriana. Al juny de 2008, es va obrir la botiga número 6000 i es va anunciar la intenció d'aconseguir 12 000 botigues per a 2015. Al tancament de desembre de 2009, comptava amb més de 7300 botigues, i al juliol de 2011, es va inaugurar la botiga 900.
El 27 de juliol del 2016, d'acord amb el reporti financer del segon trimestre del 2016 de FEMSA, Oxxo comptava amb 14 461 botigues a Mèxic i Colòmbia.
El 2009 va iniciar l'expansió internacional de la cadena, arribant a Colòmbia. La primera obertura d'una sucursal fora de Mèxic es va fer a Chapinero, Bogotà.
El 30 de setembre del 2016, Oxxo va anunciar l'obertura de la seva primera botiga a Xile, a la comuna de Lo Barnechea a Santiago, al mateix temps que va eliminar la marca Big John i va transformar els seus locals amb la nova marca.
El 2 de febrer del 2015, l'empresa va iniciar operacions al Perú i va anunciar l'obertura de 300 botigues en els dos anys següents. A més, es va inaugurar la primera botiga al districte de Santiago de Solco a Lima. L'octubre del 2023, Oxxo va inaugurar la seva botiga 100 al Perú.
El 6 d'agost de 2019, FEMSA va realitzar una adquisició d'un 50% de Raízen Conveniências per a l'obertura de botigues Oxxo a Brasil en 2020.
Durant el transcurs de l'any 2024, es van obrir 7 noves botigues Oxxo al Perú, sumant ara un total de 160 locals a nivell nacional.
A l'agost de 2024, es va donar a conèixer que FEMSA havia adquirit dues-centes quaranta-nou sucursals i benzineres de la cadena de botigues de conveniència DK present majoritàriament a Texas i menorment a Nou Méxic i Arkansas als Estats Units. El 3 de març del 2025, es va inaugurar la primera sucursal nord-americana d'Oxxo a Odessa, Texas.